# Nicolae Iuga
Nicolae Iuga (n. 12 iunie 1953, Săliștea de Sus, județul Maramureș, România) este profesor universitar, doctor în filosofie, scriitor și jurnalist român. S-a născut pe 12 iunie 1953 în Săliștea de Sus jud. Maramureș.

## Educație
A absolvit Facultatea de Filosofie a Universității din București în anul 1978. Doctorat în Filosofie la Universitatea „Babeș Bolyai” din Cluj-Napoca, sub îndrumarea profesorului Andrei Marga.

## Experiență profesională
A fost profesor la Colegiul Național „Dragoș Vodă”, ulterior lector la Universitatea „Babeș Bolyai” din Cluj-Napoca. Între 2003 și 2018 a fost conferențiar și respectiv profesor universitar la Departamentul de Științe Socio-Umane al Universității de Vest „Vasile Goldiș” din Arad. În prezent este Cercetător științific asociat gradul I la Institutul de Filosofie „Constantin Rădulescu-Motru” al Academiei Române. Este membru al Uniunii Scriitorilor din România, Filiala Cluj-Napoca și membru al Uniunii Ziariștilor Profesioniști din România. În cei peste 40 ani de activitate didactică și de cercetare, a publicat un număr de douăzeci și opt de cărți. Unele dintre acestea, cu un grad mai mare de originalitate, s-au bucurat de recenzii favorabile în presa de specialitate din țară și din străinătate și au fost traduse în mai multe limbi străine.

## Operă - lucrări mai reprezentative
În țară a publicat câteva cărți care pot fi considerate semnificative. Și-a publicat teza de doctorat, la recomandarea Comisiei, sub titlul Filosofia contemporană despre morala creștină (Editura Paralela 45, Pitești, 2002). În această Teză Nicolae Iuga merge, până la un punct, pe drumul deschis de către filosoful german contemporan Wilhelm Weischedel, cu a sa Der Gott der Philosophen. Grundlegung einer philosophischen Theologie im Zeitalter des Nihilismus, Wissenschaftliche Buchgesellschaft, Darmstadt, 1979, în sensul de a explora problematica specifică a moralei creștine cu un instrumentar conceptual filosofic și de a o explicita prin raționamente și analogii proprii gândirii  filosofice. 
În cartea Cauzalitate emergentă în Filosofia istoriei (Ed. Limes, Cluj-Napoca, 2008) Nicolae Iuga abordează critic reprezentarea tradițională, liniar-deterministă, asupra evenimentelor istorice. În cartea Șovinismul de mare putere (Ed. Grinta, Cluj-Napoca, 2014), autorul analizează ceea ce el numește „șovinsmului de mare putere” ca pe un fenomen existent în mod real și eficient în determinarea cursului politic pe plan internațional, plecând de la câteva exemple peremptorii manifestate în ultimul secol: bolșevismul, nazismul sau ideologia americană o unei lumi unipolare. Cartea intitulată Din istoria marilor idei etice și pedagogice (Editura Grinta, Cluj-Napoca, 2015), a fost remarcată datorită originalității și importanței științifice, fiind distinsă cu premiul „Ion Petrovici” al Academiei Române. O altă carte, intitulată Șapte păcate împotriva Spiritului (Editura Limes, Cluj-Napoca, 2016) prezintă, în stilul „maladiilor” lui Constantin Noica, o serie de disfuncții ale culturii europene contemporane. 
Studierii Maramureșului autorul i-a consacrat două cărți, care s-au bucurat de o notorietate deosebită. Prima carte este una de eseuri etnologice, Maramureșul – Floarea cu cinci petale, Editura Limes, Cluj-Napoca, 2019, în care propune o hermeneutică proprie privind studierea domeniului. A doua carte consacrată Maramureșului se numește Maramureșul și Rusia Subcarpatică, de la Episcopia de Hajdudorog la Tratatul de la Trianon, Editura Limes, Cluj, 2019. Aici autorul prezintă asaltul Ungariei catolice, începând cu secolul al XVII-lea, asupra Ruteniei Subcarpatice și asupra teritoriilor românești ale Transilvaniei și Maramureșului, provincii cu o mai veche civilizație formată pe baza religiei ortodoxe. Nicolae Iuga a mai publicat și o carte de analize cu privire la evoluțiile dramatice de ordin economic și politic din lumea contemporană, intitulată Globalismul ca formă de colonialism la începutul secolului XXI,  Editura Limes, 2020.
 Cărți publicate în țară:
- Cauzalitate emergentă în Filosofia istoriei, Editura Limes, Cluj-Napoca, 2008, ISBN 978-973-726-328-5;

- Dumnezeu și Mersul istoriei, Ed. Limes, Cluj, 2010, ISBN 978-973-726-450-3

- Securitatea, Cezarul și sfoara de câlți a lui Elie Wiesel, Ed. Limes, Cluj, 2012, ISBN 978-973-726-669-9

- Șovinismul de mare putere,  Ed. Grinta, Cluj, 2014, ISBN 978-973-126-567-4.

- Din istoria marilor idei etice și pedagogice, Editura Grinta, Cluj-Napoca, 2015, ISBN 978-973-126-662-6,  (Premiul „Ion Petrovici” al Academiei Române, 2017);

- Șapte păcate împotriva Spiritului, Editura Limes, Cluj-Napoca, 2016, ISBN 978-973-726-990-4,

Essais éthique et politique (în lb. franceză, la Edition Universitaires Européennes, 2016, titlul în limba română : Eseuri etice și politice). About the New Antisemitism and other Essays (în limba engleză, la editura Lambert Academic Publishing, 2016.  Sur les racines de l’ésotérisme dans la pensée antique (în limba franceză, apărută la Editura Noor Publishing, 2017. The Seven Sins against the Spirit, (în lb. engleză, Editura Lambert Academic Publishing, 2017. Essays on suicide. From philosophic justification to religious forbiddance  (Ed. Lambert Academic Publishing, Saarbrücken, Germany, 2020 și The Cultural Revolutions from the beginning to the USA today, (Ed. Lambert Academic Publishing, Saarbrücken, Germany, 2020), cărți care a fost traduse în nouă limbi: engleză, germană, franceză, rusă, italiană, spaniolă, portugheză, poloneză și daneză.
În afară de cărți, a mai publicat și peste o sută de articole științifice și eseuri filosofice, în reviste cotate ISI, respectiv reviste de top din străinătate, dintre care am aminti: „Journal for the Study of Religions and Ideologies”, ISI databases, Art & Humanities; “Mitteilungen Klosterneuburg Journal” (Austria); „Medievalia”, Western Michigan University Kalamazoo, Michigan (SUA); „Global Journal of Human-Social Science”, Wackefield, Massachusetts (SUA), Cambridge Scholars Publishing (Anglia). 
Cărți publicate în străinătate:
- Essais éthique et politique (în limba franceză), Edition Universitaires Européennes, Saarbrücken, Germany, 2016,  ISBN 978-3-639-50520-7,

- About the New Antisemitism and other Essays  (în limba engleză), Editura Lambert Academic Publishing,  Saarbrücken, Germany, 2016, ISBN  978-3-96169-4,

- Sur les racines de l’ésotérisme dans la pensée antique, (în limba franceză), Editura Noor Publushing, Saarbrücken, Germany, 2017,  ISBN 978-3-330-97021-2,

- The Seven Sins against the Spirit, (în lb. engleză), Editura Lambert Academic Publishing, Saarbrücken, Germany, 2017,  ISBN 978-620-2-06945-8.
- From philosophic justification to religious forbiddance  (Ed. Lambert Academic Publishing, Saarbrücken, Germany, 2020
- The Cultural Revolutions from the beginning to the USA today, (Ed. Lambert Academic Publishing, Saarbrücken, Germany, 2020)

## Studii și articole în reviste ISI și volume ISI Proceeding
- Harmonius and discordant elements in the Simphony of the R.O.C. – the Romanian State after December 1989, în rev: „Journal for the Study of Religions an Ideololgies”, ISI databases, Art & Humanities, vol. 8 nr. 24/2009, ISSN 1583-0039,
- The French Philosopher A. Glucksmann and the Political Middle East Problematic, în rev: “Mitteilungen Klosterneuburg Journal”, Austria, ISI indexed, IF 0,106, Vol. 64, nr. 2, 2014, ISSN 0007-5922,
- Beginnings of Writing in Romanian Language, comunicare prezentată la “The 47 th International Congress on Medieval Studies”, Western Michigan University Kalamazoo, Michigan, USA, May 10 - 13, 2012, publicată în “Medievalia”, Vol. XI, New York, 2012, ISSN 1539-5820,
- The Bible in Saguna`s Translation, comunicare prezentata la International Scientific Conference ‘Globalization, Intercultural Dialogue and National Identity, Târgu Mureș, 29-30 may 2014, publicată în vol. Globalization and intercultural dialogue: multidisciplinary perspectives / ed. Arhipelag XXI, 2014 ISBN 978-606-93691-3-5 (C) Arhipelag XXI Press, 2014, Târgu Mureș,
- Wat should Man do in Order to be Happy?, comunicare prezentată la „The International Scientific Conference, - Comunication, Context and Interdisciplinarity”, Târgu Mureș, 23-24 octombrie 2014, publicată în  Communication, Context, Interdisciplinarity, 3rd Edition, ISSN: 2069 - 3389, edited The Alpha Institute for Multicultural Studies Published by: "Petru Maior" University Press, Tîrgu-Mureș, 2014,
- The psychological resources of terrorism according to French Philosopher André Glucksmann, Comunicare prezentată la The International Scientific Conference „Globalization, Intercultural Dialogue and National Identity”, 2-nd edition, 28-29 may 2015, Târgu Mureș, publicată în Debates on Globalization. Approaching National Identity through Intercultural Dialogue / ed.: Iulian Boldea - Tîrgu-Mureș : Arhipelag XXI, 2015 ISBN 978-606-93692-5-8, (C) Arhipelag XXI Press, 2015,
- The Year 2015, International year of Light,  comunicare prezentată la The International Scientific Conference „Literature, Discourse, and Multicultural Dialogue”, 3nd Edition, 3–4 decembrie 2015,TârguMureș, publicată în Discourse as a Form of Multiculturalism in Literature and Communication, Tîrgu-Mureș, Mureș, 2015, ISBN: 978-606-8624-21-1, (C) Arhipelag XXI Press, 2015,
- The Geopolitical Importance of Romania’s Access to the Black Sea, comunicare prezentată la The International Scientific Conference publicată în : „Globalization, Intercultural Dialogue and National Identity”,  Ed. Arhipeleag XXI Press, Târgu Mureș, 2016, ISBN 978-606-8624-03-7,
- The impact of Television and Social Networks on Communication in Social Sciences, comunicare prezentată la The International Scientific Conference 4th Edition „Communication, Context, Interdisciplinarity”, 20-21 oct. 2016, Petru Maior University of Târgu Mureș, publicată în vol. „Convergent Discoursses”, Arhipeleag XXI Press, Târgu Mureș, 2016, ISBN 978-606-8624-17-4,
- Sur la posibilité et la necessité d’une éthique globale dans la vision de Hans Kung, Comunicare prezentată la 4th edition The International Scientific Conference „Literature, Discourse and Multicultural Dialogue”, published by Arhipeleag XXI Press, Petru Maior University Târgu Mureș, 8 – 9  dec. 2016, ISBN 978-606-8624-16-7,
- Jonathan Swift and Constantin Noica about Death as Boon, comunicare prezentată la „Debating Globalization, Identity, Nation and Dialogue”, 18-19 May 2017, „Petru Maior” University, Târgu Mureș, publicată în vol. „History, Political Sciences, International Relations”, Conferences Proceeding Citation Index, Arhipeleag XXI Press, 2017, Târgu Mureș, ISBN 978-606-8624-01-3.

### Articole publicate în reviste din străinătate
- Issue of Legitimizing Political Power in Late Modernity Arhivat în 15 noiembrie 2021, la Wayback Machine., în rev: „Global Journal of Human-Social Science” F,  Wackefield Massachusetts, SUA, vol. 14, issue 1, version 1.0, year 2014, ISSN 2249-460x,
- The Novel „Coexistence”by Stephen Gill between the Fiction Prose and the Post-Enlightenment Ideology, în rev. „Global Journal of Human-Social Science” C, Wackefield Massachusetts, SUA, vol. 14, issue 2, year 2014, ISSN 2249-460x,
- Eugène Dupréel on the Ethical Idealism of Socrates, în rev. „Global Journal of Human-Social Science” C, Wackefield Massachusetts, SUA, vol. 14, issue IV, year 2014, ISSN 2249-460x,
- China Faced with the Prospect of a Multipolar World , în rev. „Global Journal of Human-Social Science” seria F, Wackefield, Massachusetts, SUA, vol. 16, issue 2, year 2016, ISSN 2249-460x.

## Vizibilitate internă și internațională
Majoritatea cărților sale sunt achiziționate de biblioteci importante din străinătate, fapt care îi asigură autorului o anumită vizibilitate internă și internațională. Așa sunt bibliotecile unor universități celebre, precum: Biblioteca Indiana University, Bloomington, University of Pittsbrugh, SUA, HattiTrust Digital Library, Ann Arbor, MI, SUA, Stanford University, SUA; Bayerische Staadtsbibliotkhek, Munchen, Germany; The Britsh Library, London, UK; Library of Congress, Washington, SUA; University of California, Los Angeles, SUA, Biblioteca Kubon & Sagner din Munchen, University of Chicago Library, Chicago, SUA, Bibliotèque de Documentation Internationale Contemporaine, Nanterre, Paris, France, Harvard College Library, Cambridge, SUA, Columbia University Libraries, New York, SUA, Princeton University Library, SUA,  Indiana University, Bloomington, Bayerische Staatsbibliothek, Munchen, Universitatsbibliothek, Berna, Staatsbibliothek zu Berlin, Preußischer Kulturbesitz, Berlin, Harvard University, Bibliothéque Universitaire Nanterre, Paris, Akademie der Wissenschaften und der Literatur, Mainz, Germania și altele.
- În WorldCat Identities Nicolae Iuga  este prezentat cu „30 works in 40 publications in 3 languages and 56 library holdings”
- NICOLAE IUGA  este titlu de dicționar în: Dicționarul biografic al literaturii române,  autor Aurel Sasu, Ed. Paralela 45,     București, 2006, p. 810-811.
- Cărțile lui Nicolae Iuga au fost recenzate în zeci de reviste din țară și străinătate
- Cărțile lui Nicolae Iuga au fost citate în mai multe teze de doctorat, precum și în diverse reviste de specialitate din țară și străinătate.
- Cartea lui Nicolae Iuga intitulată Bisericile creștine tradiționale spre o Etică globală (Ed. Grinta, Cluj, 2006) a fost achiziționată de către Biblioteca Indiana University, Bloomington
- Cartea Un muzeu de caricaturi  (Ed. Grinta, Cluj, 2007) a fost achiziționată de către următoarele mari biblioteci din Europa și SUA: Stanford University, SUA; Bayerische Staadtsbibliotkhek, Munchen, Germany; The Britsh Library,  London, UK; Library of Congress, Washington, SUA; University of California, Los Angeles, SUA, precum și de către Biblioteca Națională a Australiei (vezi: http://trove.nla.gov.au/work153631787).
- Cartea Le Cercle et l’Arbre de la  vie. Essais sur les racines de l’ésotérisme dans la philosophie antique, (Ed. Limes, 2007) a fost achizitionată Arhivat în 15 noiembrie 2021, la Wayback Machine. de către Biblioteca „Lucian Blaga” din Madrid. Această carte este reprodusă și în Enciclopedia Franceză http://www.cyclopaedia.fr/wiki/Proclus_of_Naucratis
- Cartea Cauzalitate emergentă în Filosofia istoriei  (Ed. Limes, Cluj, 2008) a fost achiziționată de către Biblioteca Românească din Canada.
- Cartea Dumnezeu și mersul istoriei (Ed. Limes, Cluj, 2010) a fost achiziționată de către: Biblioteca Kubon & Sagner din Munchen, de către Biblioteca Academia de Științe Arhivat în 15 noiembrie 2021, la Wayback Machine. a Rep. Moldova, precum și de către Biblioteca „Lucian Blaga” din Madrid Arhivat în 15 noiembrie 2021, la Wayback Machine.
- Cartea Securitatea, Cezarul și sfoara de câlți a lui Elie  Wiesel  (Ed. Limes, Cluj, 2012) a fost achiziționată de către biblioteci prestigioase din SUA si Europa, precum: Biblioteca Universității din Chicago, SUA; de către Bibliotèque de Documentation Internationale Contemporaine, Nanterre, Paris, France; The British Library, London; Harvard College Library, Cambridge, SUA; Columbia University Libraries, New York, SUA; Princeton University Library, SUA.
- Cartea Securitatea, Cezarul și sfoara de câlți a lui Elie Wiesel (Ed. Limes, Cluj, 2012) este inclusă în: „Agence Bibliographique de l’Eisegnement Supérieur”, Franța.
- Nicolae Iuga este inclus cu lucrarea: Elements of Romanian Medieval Civilization in the upper Tisa basin – by Maramuresh Diplomas în: „REGESTA IMPERII”,  editată de Akademie der Wissenschaften und der Literatur, Mainz, Germania.

## Premii academice mai importante
Premiile academice mai importante pe care le-a primit sunt: 
Premiul „Ion Petrovici” al Academiei Române, decernat în 2017, pentru lucrarea Din istoria marilor idei etice și pedagogice, Editura Grinta, Cluj-Napoca, 2015. Medalia „Distincția culturală”, conferită de Academia Română în anul 2019, pentru lucrările din domeniul Filosofiei. 
Medalia Ordinului „Mihai Vodă” al Arhiepiscopiei Ortodoxe Române a Vadului, Feleacului și Clujului, august 2019.
A mai primit premii din partea mai multor universități și institute de cercetare din țară și din străinătate.